# 魚津郵便局
魚津郵便局（うおづゆうびんきょく）は、富山県魚津市にある郵便局である。民営化前の分類では集配普通郵便局であった。局番号は32003。

## 概要
住所：〒937-8799 富山県魚津市本江1007

## 沿革

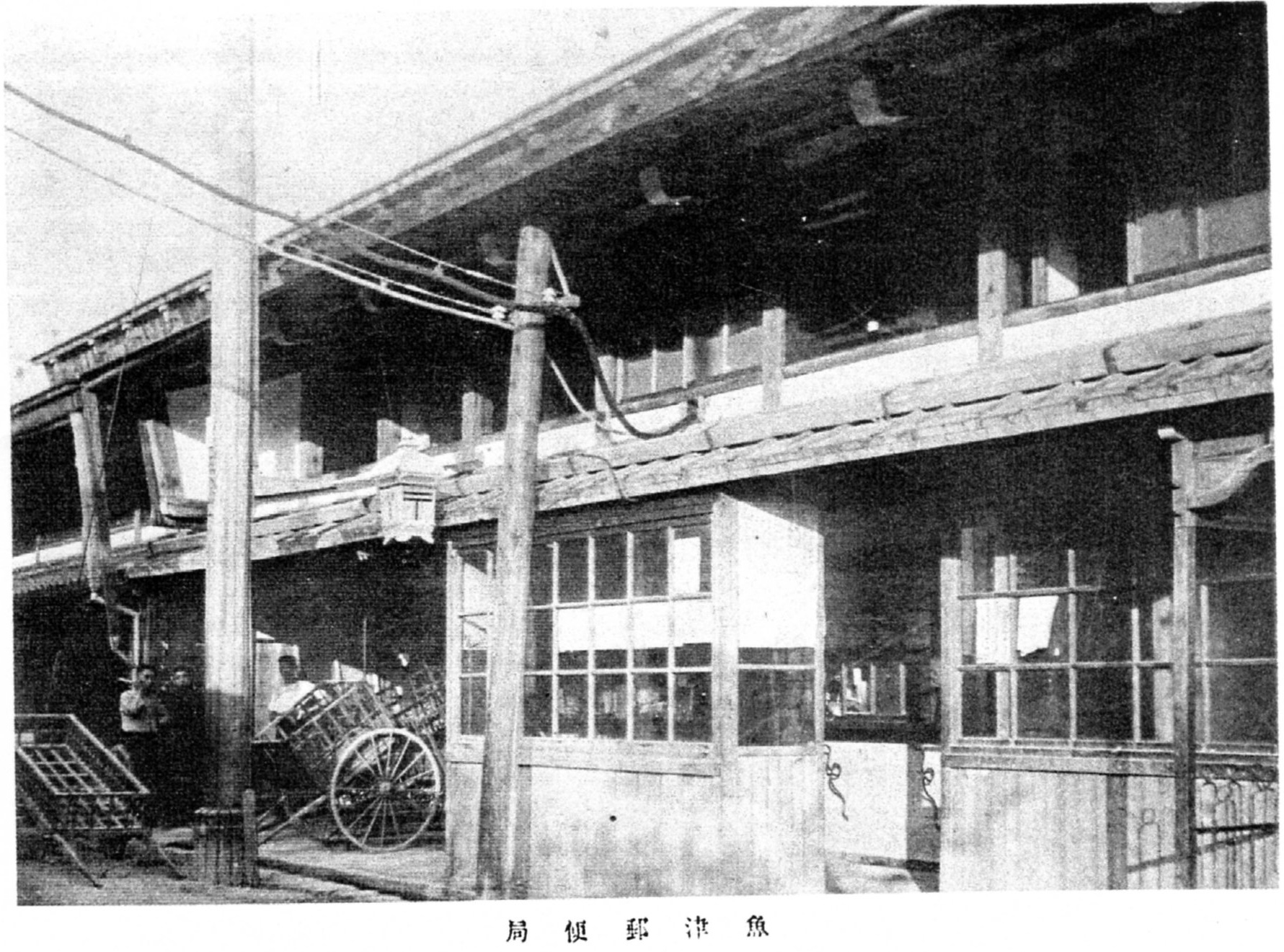
1910年（明治43年）頃の魚津郵便局

- 1872年8月4日（明治5年7月1日） - 魚津郵便役所（二等）として開設される[1]。当時は荒町に所在し、新川県（現・富山県）内で最初に開設され、かつ県内最大の郵便局であった[2][3]。
- 1873年（明治6年）7月 - 三等郵便役所となる[4]。
- 1875年（明治8年）
  - 1月1日 - 魚津郵便局（三等）となる[5]。
  - 10月17日 - 為替の取扱を開始する[6]。
- 1878年（明治11年）
  - 9月5日 - 郵便局内に富山県内（当時は石川県の一部）で最初の魚津電信分局が開局し、電信の取扱を開始する。最初の電文は、北陸巡業中だった明治天皇一行が魚津の行在所に無事到着したというものであった[6][7][3]。
  - 9月29日 - 北陸巡幸の警戒に当たっていた陸軍少尉兼少警部梶川十左衛門が、郵便物保護銃を携帯した魚津郵便局脚夫を不審視し魚津警察署へ引致する事件が起こる[8][9]。
- 1879年（明治12年）4月10日 - 貯金の取扱を開始する[6]。
- 1886年（明治19年）4月16日 - 魚津電信分局が三等電信分局となる[10]。
- 1887年（明治20年）3月26日 - 各電信分局は明治20年勅令第4号「逓信省官制」施行に伴い電信局と改めた旨告示される[11]。
- 1888年（明治21年）6月15日 - 魚津電信局が二等電信局となる[12]。
- 1890年（明治23年）
  - 4月1日 - 魚津電信局と合併し、魚津郵便電信局（三等）となる[13]。ただし当分のうちは欧文電報及び欧字またはアラビア数字を記入した和文電報の取扱を行わない[13]。
  - 10月16日 - 電信為替の取扱を開始する[14]。
- 1891年（明治24年）10月16日 - 欧文電報及び欧字またはアラビア数字を記入した和文電報の取扱を開始する[15]。
- 1893年（明治26年）3月1日 - 小包郵便の取扱を開始する[16]。
- 1903年（明治36年）4月1日 - 通信官署官制の施行に伴い魚津郵便局となる[5]。
- 1905年（明治38年）11月10日 - 局舎を下新川郡魚津町大字荒町より同郡同町大字神明に移転する[17]。
- 1906年（明治39年）8月 - 特定三等郵便局となる[18][19]。
- 1907年（明治40年）12月21日 - 電話通話事務を開始する[20]。
- 1908年（明治41年）
  - 8月18日 - 特設電話加入申込の受理を開始する[21]。
  - 11月16日 - 電話交換業務を開始する[22]。
- 1911年（明治44年）7月 - 局舎を魚津町大字荒町に移転する[23]。
- 1921年（大正10年）12月 - 日本初の郵便局争議が当局で発生[24]。
- 1923年（大正12年）7月1日 - 特設電話規則による電話を電話規則による電話に変更する[25]。
- 1935年（昭和10年）12月 - 荒町（現・本町の金閣タクシー向かいの駐車場）にて局舎（木造2階建て延床面積1,155m2[26]）が新築落成する[6][27]。
- 1938年（昭和13年）5月1日 - 郵便窓口の取扱時間を改正し、一等及び二等郵便局の取扱時間に準ずる三等郵便局として当郵便局が指定される[28][29]。外国郵便窓口の取扱時間を定め、一等及び二等郵便局の取扱時間に準ずる三等郵便局として当郵便局が指定される[30]。
- 1939年（昭和14年）
  - 7月1日 - 大阪天津有線連絡による日華電話通話を取扱う局となる[31]。
  - 11月1日 - 昭和13年逓信省告示第980号を廃止し、郵便窓口取扱時間を改め、一等及び二等郵便局の取扱時間に準ずる三等郵便局として当郵便局が指定される[32]。
- 1941年（昭和16年）
  - 2月1日 - 通信官署官制（大正13年勅令第273号）改正により等級制を廃止し[33]、指定郵便局となる[6][34]。昭和14年逓信省告示第3010号を廃止し、郵便窓口取扱時間を改め、通信官署官制第16条第1項但書により逓信大臣が特に指定する郵便局以外の郵便局（普通郵便局）の取扱時間に準ずる郵便局として当郵便局が指定される[35][36]。
  - 4月1日 - 昭和14年逓信省告示第1896号を廃止し、大阪大連有線連絡及び大阪奉天有線連絡による東亜電話通話を取扱う局となる[37]。
- 1942年（昭和17年）3月1日 - 普通郵便局となる[6][38]。昭和13年逓信省告示第1352号、昭和16年逓信省告示第208号及び昭和16年逓信省告示第222号を改正し、魚津を削除する[39][40][41]。
- 1943年（昭和18年）12月1日 - 魚津金屋郵便局及び魚津塩屋郵便局の電信事務休止に伴い、その業務を承継する[42]。
- 1949年（昭和24年）
  - 2月21日 - 分課制を採用し、庶務課、業務課及び電信電話課を設置する[43]。
  - 6月1日 - 電信電話課を分離して魚津電報電話局を開設する[43][44]。
- 1952年（昭和27年）12月31日 - 同日限りを以て上中島簡易郵便局を廃止し、爾後その業務を承継する[45]。
- 1955年（昭和30年）9月1日 - 西布施郵便局から集配業務を承継する[46]。
- 1958年（昭和33年）
  - 5月31日 - 同日限りを以て天神簡易郵便局及び上野方簡易郵便局を廃止し、爾後その業務を承継する[47]。
  - 10月10日 - 電信為替業務の一部を魚津電報電話局に委託する[48]。
- 1962年（昭和37年）3月4日 - 電話通話事務および和文電報受付業務を廃止する[49]。
- 1969年（昭和44年）2月20日 - 現在の局舎の敷地2,567m2を確保する（買収の本調印は同年3月10日頃）[26]。
- 1970年（昭和45年）
  - 6月末 - 現在の局舎の建設に着手[50]。
  - 8月12日 - 新局舎の起工式を挙行[51]。
- 1971年（昭和46年）
  - 3月26日[50] - 現在の局舎が完成[52][53]（鉄筋コンクリート2階建て、延床面積2,500m2[54]）。
  - 3月29日 - 電話通話および和文電報受付業務を開始する[55]。また、同日より同月31日まで局舎新築落成を記念した小型記念通信日附印を使用する[56]。
- 1991年（平成3年）10月1日 - 外国通貨の両替および旅行小切手の売買に関する業務取扱を開始する[57]。
- 1998年（平成10年）4月1日 - 松倉郵便局を廃止しその業務を承継する[58]。
- 2007年（平成19年）10月1日 - 民営化に伴い、併設された郵便事業魚津支店に一部業務を移管。
- 2011年（平成23年）6月27日 - 宇奈月集配センターを廃止（同業務を黒部支店へ引き継ぐ）
- 2012年（平成24年）10月1日 - 日本郵便株式会社の発足に伴い、郵便事業魚津支店を魚津郵便局に統合。

## 取扱内容
- 郵便、印紙、ゆうパック、内容証明
- 貯金、為替、振替、振込、国際送金、外貨両替、国債、投資信託
- 生命保険、バイク自賠責保険、自動車保険、変額年金保険、がん保険、引受条件緩和型医療保険
- ゆうちょ銀行ATM
- 「937-00xx」「937-08xx」区域（魚津市の全域）の集配業務
- ゆうゆう窓口

## 周辺
- 富山県道135号富山滑川魚津線（旧国道8号）
- 富山県道52号石垣魚津インター線
- 魚津警察署
- 魚津市立よつば小学校

## アクセス
- あいの風とやま鉄道線 魚津駅から徒歩約16分もしくは、富山地方鉄道本線 電鉄魚津駅から徒歩約15分
- 魚津市民バス 魚津郵便局前停留所下車
- 北陸自動車道 魚津ICから西へ約1.5km
- 駐車場あり：17台